# Полохало Володимир Іванович
Володи́мир Іва́нович Поло́хало  (28 квітня 1949, Київ — 23 вересня 2011, Київ) — український політик, політолог, журналіст, історик. Народний депутат України 5-го та 6-го скликань. Кандидат історичних наук, провідний науковий працівник Інституту світової економіки і міжнародних відносин НАН України. Член партії ВО «Батьківщина».

## Біографія

### Освіта
У 1972 році закінчив історичний факультет Київського університету імені Тараса Шевченка, згодом аспірантуру цього ж ВНЗ (1977).

### Кар'єра
- 1976–1999 — викладач, доцент Київського університету імені Тараса Шевченка.
- 1993–2003 — засновник і шеф-редактор журналу «Політична думка». Редактором в цьому журналі працював і науковець Євген Бистрицький.
- Червень 1998 — лютий 1999 — керівник Управління внутрішньої політики Адміністрації Президента України.
- З 1999 — провідний науковий працівник Інституту світової економіки і міжнародних відносин НАН України.

## Парламентська діяльність
Народний депутат України 5-го скликання з 25 травня 2006 до 12 червня 2007 від «Блоку Юлії Тимошенко», № 50 в списку. На час виборів: провідний науковий працівник Інституту світової економіки і міжнародних відносин НАН України, безпартійний. Член фракції «Блок Юлії Тимошенко» (з 25 травня 2006 року). Голова підкомітету з питань інтелектуальної власності Комітету з питань науки і освіти (з 19 липня 2006 року). 12 червня 2007 року достроково припинив свої повноваження під час масового складення мандатів депутатами-опозиціонерами з метою проведення позачергових виборів до Верховної Ради.
Народний депутат України 6-го скликання з 23 листопада 2007 до 23 вересня 2011 від «Блоку Юлії Тимошенко», № 50 в списку. На час виборів: тимчасово не працював, член партії ВО «Батьківщина». Член фракції «Блок Юлії Тимошенко» (з 23 листопада 2007). Голова Комітету з питань науки і освіти (з 26 грудня 2007).

## Наукова праця
Сфера наукових інтересів — геополітика, порівняльна політологія політичних систем посткомуністичних країн і політичні технології.
Був науковим керівником Центру соціологічних і політологічних досліджень «Соціовимір», який у 2002 і 2006 був відзначений закордонними спостерігачами за найточніший аналіз українських виборчих кампаній і прогноз результатів виборів.
Автор понад 100 наукових праць з політології (30 — вийшли за кордоном), зокрема:[джерело?]
- «Внутрішньополітичні аспекти національної безпеки України» (Польща, 1999),
- «Негромадянське суспільство за часів посткомунізму» (1999),
- «Політологія посткомунізму в Україні та Росії» (1998),
- «Політологія посткомуністичних суспільств України і Росії» (1998),
- «The Political Analysis of ostcommunism» (США, 1997),
- «Ukraine and Croatia: Problems of Post-communist Societies» (Хорватія, 1997)
- «Інтелектуали та влада в посткомуністичних суспільствах» (1997),
- «Метаморфози посткомуністичної влади» (1996),
- «Правляча еліта та контреліта в сучасній Україні» (1993) та інші.

## Особисте життя
Дружина — Пирожук Марина — авторка та ведуча програм Радіо «Свобода» і ведуча програм Української служби Радіо «Свобода» і телепрограми «Ера Свободи», з 2007 року — головний редактор інтернет-видання «Політична думка». Доньки Вікторія і Анастасія; син Владислав.
Полохало проживав у селищі Коцюбинське поблизу Києва.
Помер 23 вересня 2011 року в київській лікарні «Феофанії» після раніше перенесеного інсульту. Похований в Києві на Байковому кладовищі (ділянка № 33).